# Mayer (Automobilhersteller)
Hugo Mayer war ein deutscher Hersteller von Automobilen.

## Unternehmensgeschichte
Der Kaufmann Hugo Mayer war Berliner Generalvertreter für Fahrräder des amerikanischen Herstellers Cleveland. Außerdem verkaufte er Kutschen und betrieb eine Radfahrerlehrbahn für Radfahrer und Automobilfahrer. Standort seines gleichnamigen Betriebs war am Kurfürstendamm in Berlin. Zur Hausnummer gibt es die Angaben 42 bis 45, 54 und 54 bis 56.
1897 erhielt Mayer ein Patent auf einen Fahrradschlitten.
Von 1899 bis 1900 war er als Kraftfahrzeughersteller tätig. Die Markennamen lauteten Einrad und Mayer.
1899 stellte das Unternehmen drei Fahrzeuge auf der Internationalen Motorwagenausstellung zu Berlin aus.

## Fahrzeuge

### Markenname Einrad
Mayer stellte einen Avant-Train her. Das Fahrzeug verfügte über ein Rad. Der Motor kam von Belvallette Frères und war oberhalb des Rades montiert. Dieser Avant-Train konnte unmotorisierte Fahrzeuge motorisieren.
Die Werbung lautete: Das billigste, einfachste und praktischste Vorspann-Automobil.

### Markenname Mayer
Mayer bot neben dem Avant-Train auch komplette, dreirädrige Fahrzeuge mit dieser Antriebseinheit an. Einige Quellen bezeichnen das Fahrzeug als Voiturette. Die Fahrzeuge waren als offene Zweisitzer und Lieferwagen erhältlich.
Eine Quelle spricht von zwei Motoren, die wahlweise separat oder gemeinsam für den Antrieb sorgten.